# Coeur d’Alene (Volk)

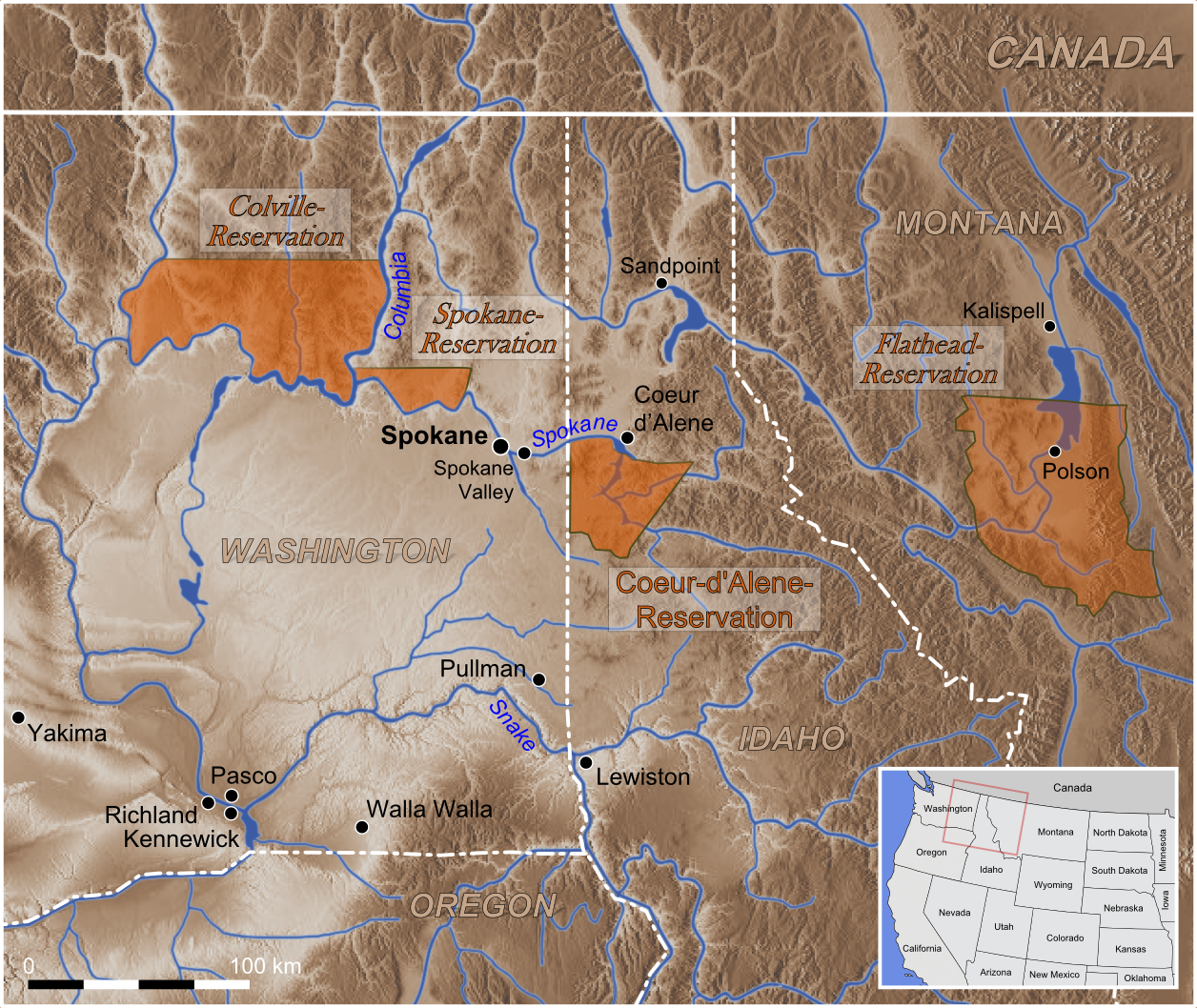
Heutige Reservate der Spokane, Colville, Coeur d'Alene und Flathead

Die Coeur d'Alene (Selbstbezeichnung Schitsu'umsh) sind ein Indianerstamm der Salish-Sprachgruppe im Pazifischen Nordwesten und eng verwandt mit den Spokane. Kulturell gehören sie zu den Binnen-Salish. Sie sind seit Einrichtung des Reservats vermischt mit einer Gruppe der Oberen Spokane, ihr offizieller Name ist The Coeur D'Alene Tribe, Coeur D'Alene Reservation, Idaho.
In ihrer eigenen Sprache (Snchitsu'umshtsn) nennen sie sich Schitsu'umsh oder Skitswish, was so viel heißt wie „Die entdeckten Leute“ bzw. „jene, die hier gefunden werden“. Der Name Coeur d'Alene (wörtlich: Herz der Ahle) wurde ihnen von französischen und irokesischen Pelzhändlern Anfang des 19. Jahrhunderts gegeben, die damit das beobachtete Geschick und die Hartnäckigkeit bei Preisverhandlungen mit dem Stamm zum Ausdruck brachten.
Der Stamm zählt nach Angaben des Coeur d'Alene Indian Tribe über 2190 Mitglieder.

## Geschichte
Die um 1780 auf rund tausend Angehörige geschätzten Schitsu'umsh lebten in drei Gruppen geteilt in Dörfern entlang der Flüsse Coeur d’Alene, St. Joe, Clark Fork und Spokane River sowie an den Ufern der Seen Lake Coeur d'Alene, Lake Pend Oreille und Hayden Lake, also in einem Gebiet, das heute den Ostteil des Staates Washington, das nördliche Idaho und den Westen Montanas umfasst.

### Erste Kontakte mit weißen Pelzhändlern und Missionaren
Am 6. Mai 1806 schrieb William Clark während der von ihm und Meriwether Lewis geführten Expedition nahe dem Zusammenfluss des Potlatch und des Clearwater in sein Tagebuch: „An diesem Platz trafen wir drei Männer einer Nation genannt Skeets-so-mish Schitsu'umsh“. Weiter notierte er, dass sie ihren Wohnsitz am Beginn des Clark's River (Clark Fork) hätten. Sie hätten ihn darüber informiert, dass dieser Fluss in einen großen See in den Bergen münde (Lake Coeur d'Alene). Er schrieb weiter, dass diese Leute in Kleidung und Erscheinung wie die Chopunnish (Nez Percé) seien, obwohl ihre Sprache völlig anders sei.
Mit dem Eintreffen französischer und irokesischer Pelzhändler erhielten sie den Namen „Coeur d'Alene“. 1809 nannte der Pelzhändler und Kartograf David Thompson von der North West Company sie „Pointed Hearts“ („Spitze Herzen“). Heutzutage bevorzugt die Ethnie für sich den ursprünglichen Namen „Schitsu'umsh“.
Ab 1770 trafen verschiedene Epidemien die Coeur d'Alene. Wie bei anderen Indianern war ihr Immunsystem nicht auf europäische Krankheiten vorbereitet. Schätzungsweise 5.000 Coeur d'Alene gab es vor den ersten Epidemien, doch 1827 schätzte John Warren Dease, ein Angestellter der Hudson’s Bay Company ihre Zahl nur noch auf 400. Samuel Parker, ein Missionar, schätzte sie auf 700 im Jahre 1835/36, doch kam 1841 Charles Wilkes, folgt man Ruby und Brown, mit seiner Schätzung von 450 der Realität wohl näher.
Obwohl die Coeur d'Alene sich gegen die Besiedlung wehrten, handelten sie doch mit den weißen Händlern in Fort Spokane im Westen, in Spokane House, Fort Colville und in Kalispel.

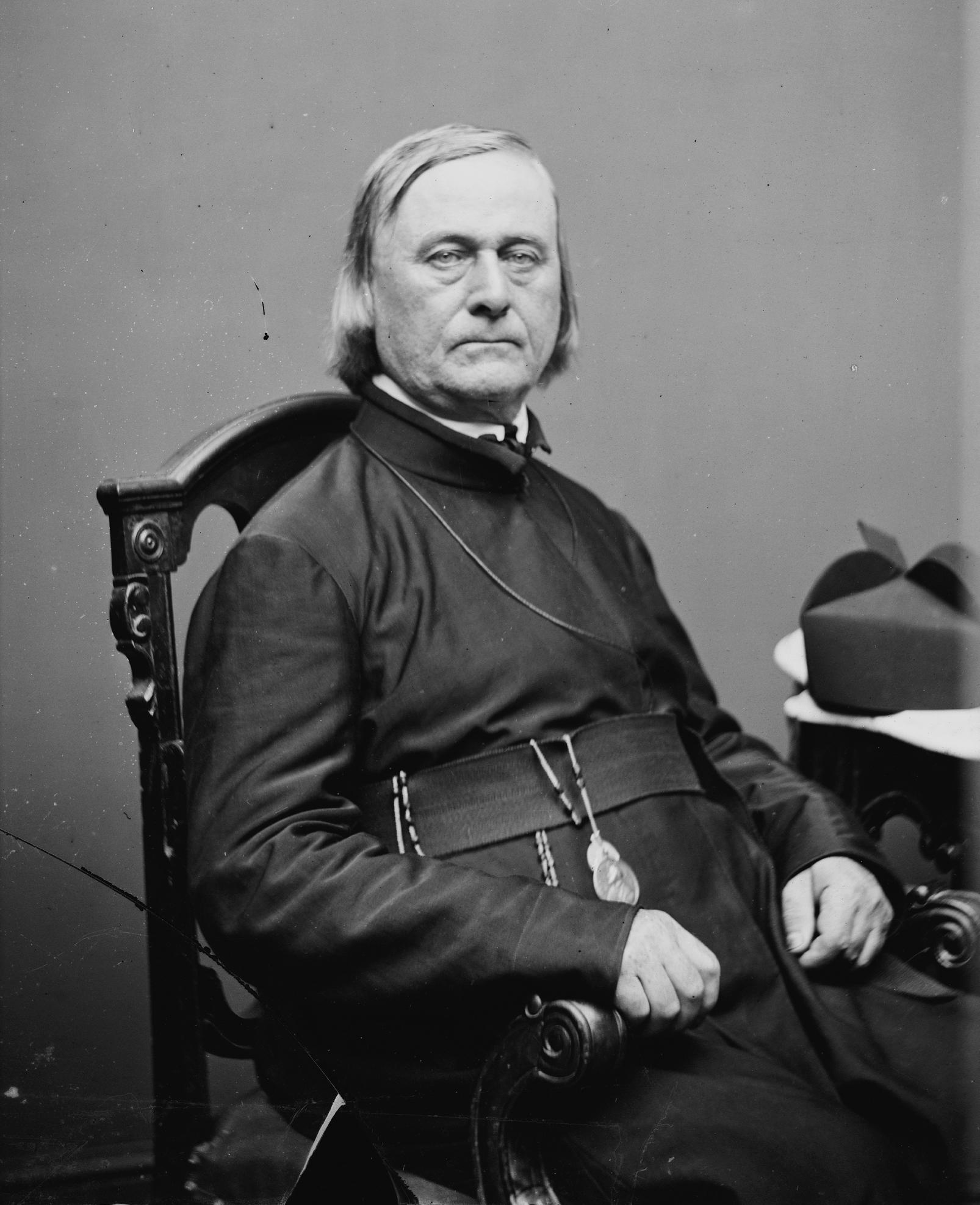
Pierre-Jean De Smet (1801–1873), ca. 1860–1865

Im April 1842 kam der Jesuit Pierre-Jean De Smet, der zusammen mit zwei weiteren Missionaren im November eine erste Kirche am Saint Joe River errichtete. Die Missionare unterrichteten die Indianer in der Landwirtschaft. Häuptling Stellam versuchte sich dagegen zu wehren, aus seinen Leuten Bauern zu machen.

### Verstärkter Zuzug weißer Siedler und Goldsucher
Nach dem Ende des Kalifornischen Goldrauschs suchten die Goldsucher in anderen Regionen des amerikanischen Westens nach Gold, sodass um 1860 die Einwanderung weißer Siedler in das Gebiet der Spokane stark zunahm. Die Coeur d'Alene und ihre Nachbarstämme fühlten sich in ihrer Lebensweise bedroht und gründeten eine 1000 Köpfe umfassende Verteidigungsallianz mit den Spokane, kleineren Gruppen von Yakama, Kalispel, und Palouse (Spokane-Coeur d'Alene-Paloos War, Yakima War, auch Spokane War bzw. Coeur d'Alene War).
Im Mai 1858 griffen rund 1000 Coeur d’Alene, Spokane, Yakama, Palouse und Nördliche Paiute 164 Soldaten der US-Armee unter Major Edward Steptoe (1816–1865) an, die eingesetzt worden waren, nachdem Palouse weiße Siedler getötet hatten. Eine größere Streitmacht unter Colonel George Wright (1803–1865) mit 600 Soldaten und einigen Nez Perce-Scouts besiegte am 1. September 1858 die Indianer (Battle of Four Lakes). Die Indianer, diesmal weniger als 500 Krieger, hatten keine Chance gegen die neuen Repetiergewehre, wurden zurückgedrängt und einige getötet. Kein einziger Soldat verlor hierbei sein Leben.
Ende 1873 musste der Stamm genau 2.389.924 Acre (9672 km²) seines Gebietes abtreten, ihr Reservat, das sich heute im nördlichen Idaho, in den Countys Kootenai und Benewah befindet und unter anderem ein Drittel des Lake Coeur d'Alene umfasst, erstreckte sich nur noch auf 598.500 Acre (2422 km²).
1887 trat der Stamm, dessen Vertrag nicht ratifiziert wurde, gegen Zahlung von 233.884,97 Dollar erneut 184.960 Acre (749 km²) ab, vor allem im Norden. 1887 und erneut 1894 zogen viele Spokane in das Reservat des Stammes, auch etwa 32 katholische Familien.
Zwischen 1905 und 1909 wurden zahlreiche Grundstücke privatisiert, und 97 Spokane und 541 Coeur d'Alene erhielten Land. Einige, wie Häuptling Moctelme (1907 bis 1932) wehrten sich erfolglos gegen die Auflösung des Stammesgebiets in Privatland.
1934 lehnte der Stamm mit knapper Mehrheit den Indian Reorganization Act ab, der unter anderem die Wahl eines Stammesrats nebst Häuptling vorsah. Stattdessen bestimmte ein Wahlkomitee die wichtigsten Positionen.
Die Indian Claims Commission beschied dem Stamm, dass die gezahlte Entschädigungssumme für das abgetretene Land viel zu niedrig gewesen sei. Sie zahlte 4.427.078,03 Dollar zusätzlich. 1981 erhielt der Stamm eine kleine Wiedergutmachung für die katastrophale Verwaltung indianischen Eigentums durch amerikanische Behörden (173.978,79 Dollar).

### Gegenwart
Das Coeur-d'Alene-Reservat erstreckt sich auf einer Fläche von 345.000 Acre (etwa 1400 km²) im nördlichen Idaho und umfasst Farmland (mit Anbau von Weizen, Gerste, Bohnen, Linsen) und Ausläufer der Rocky Mountains sowie den Lake Coeur d'Alene und die Flüsse Coeur d'Alene und St. Joe.
Chief James Allan („Chief“ ist sein Vorname) ist seit Mai 2005 Chairman (Vorsitzender) des Coeur-d'Alene-Stammes. Er wurde 1972 in Spokane geboren und wuchs im Coeur-d'Alene-Reservat auf. Zwei Jahre zuvor war Allan in den Coeur d'Alene Tribal Council (Stammesrat der Coeur d'Alene) gewählt worden.
Die Kinder besuchen die Sacred Heart Mission School in De Smet oder die öffentliche Schule im Reservatsort Tekoa, in Washington. Ein Programm zur Erhaltung der Sprache ist seit langem Bestand der Revitalisierungsversuche, in deren Rahmen jährlich in der zweiten Juliwoche die Whaa-laa Days stattfinden, Feierlichkeiten und Wettbewerbe, wie z. B. in Kriegstänzen.
Mit rezKast startete der Stamm im Juli 2008 eine Website, die sich stark an YouTube anlehnt, sich aber auf indianische Inhalte spezialisiert hat.
Der Stamm betreibt Hotel- und touristische Freizeiteinrichtungen. Auch eine zweisprachige Radiostation (KWIS FM 88.3) ist in Betrieb. Sie ist eine von 33 indianischen Stationen in den USA.

## Kultur und Lebensweise des 19. Jahrhunderts
Die Wohnstätten der Coeur d'Alene bestanden ursprünglich aus Erdhütten. In erster Linie lebten sie vom Fischfang, aber auch von der Jagd auf Großwild. Die Gewässer im nördlichen Idaho waren reich an Lachs und Forellen, die sie mit Angeln, Netzen und Speeren jagten.
Um 1760 hielten die Coeur d'Alene Pferde. Mit der Büffeljagd in der Prärie gingen sie dazu über, in Tipis zu leben. Ihre Gegner waren die Blackfoot und die Absarokee, doch waren Auseinandersetzungen eher selten.

## Sherman Alexie

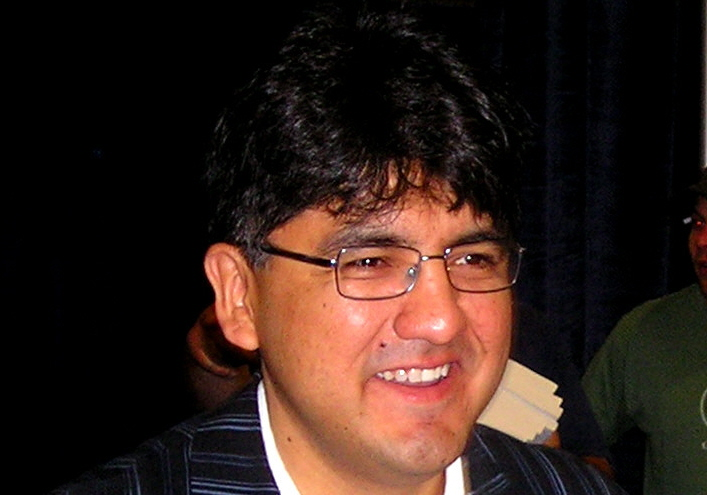
Sherman Alexie

Sherman Alexie, Jahrgang 1966, ist ein bedeutender indianischer Gegenwartsschriftsteller. Er ist Spokane/Coeur-d'Alene-Indianer. Sein Werk The Absolutely True Diary of a Part-Time Indian erhielt 2007 den National Book Award.